# Aqzjürek Tangatarov
Aqzjürek Dostyquly Tangatarov (kazakiska: Ақжүрек Достықұлы Таңатаров), född 3 september 1986 i Taraz, Kazakstan, är en kazakisk brottare som tog OS-brons i lättviktsbrottning vid de olympiska brottningstävlingarna 2012 i London.